# Мысукке
Мысукке — река в России, протекает по Верхнекетскому району Томской области. Впадает одним рукавом в протоку Мульга реки Кеть в 521 км по правому берегу, другим — в Орловку, приток Кети, в 8 км по правому берегу. Длина реки составляет 20 км.

## Данные водного реестра
По данным государственного водного реестра России относится к Верхнеобскому бассейновому округу, водохозяйственный участок реки — Кеть, речной подбассейн реки — бассейн притоков (Верхней) Оби от Чулыма до Кети. Речной бассейн реки — (Верхняя) Обь до впадения Иртыша.